# Ghola
A Ghola Frank Herbert A Dűne című regényének kitalált alakja. 
Valójában egy klón, amit a Bene Tleilax-ok hoznak létre Axlotl Tartályokban.

## Történet
A legismertebb ghola Duncan Idaho, akit legtöbbször II. Leto Atreides Istencsászár parancsára klónoztak. Többször megpróbálták kondicionálni arra, hogy ura ellen forduljon. Készítettek Idaho-gholát a Bene Gesserit részére is.

## Képességek
Az eredeti (élő vagy halott) test sejtjeiből növesztik az axlotl-tartályokban. Az eredeti test emlékeivel nem rendelkezik azonnal, azokra rá kell ébreszteni. Ezt két módszerrel érik el:
- vagy egy Atreides megölésére kondicionálják, amit nem tud megtenni, és belső küzdelme közben jönnek elő régi emlékei,
- vagy bevéséssel hozzák elő a memóriáját, azaz részletesen irányított szexuális aktussal próbálja a partnere érzelmileg magához láncolni. Ennek természeténél fogva ellenáll, így ébred tudatára.